# Juventud Revolucionaria del Ecuador
Die Juventud Revolucionaria del Ecuador (Revolutionäre Jugend Ecuadors) ist eine linksradikale Jugendorganisation in Ecuador, vergleichbar mit der deutschen Antifa.
Sie wurde 1984 gegründet und steht den linken und kommunistischen Parteien Ecuadors nahe, vor allem der Partido Comunista Marxista Leninista del Ecuador und der Movimiento Popular Democrático. Die Juventud Revolucionaria ist insbesondere in der Organisation der Oberschüler Ecuadors, der Federación de Estudiantes Secundarios del Ecuador und der Organisation der Studenten, der Federación de Estudiantes Universitarios del Ecuador aktiv.
Sie sieht sich dem Antiimperialismus und Antifaschismus verpflichtet und ist an Aktivitäten in diesem Umfeld beteiligt.